# Ronald Lloyd
Ronald Graeme Prince Lloyd (Surrey, 29 de abril de 1929 - enero del 2008) fue un músico clásico y experimental británico afincado en España durante más de dos décadas. Fue además compositor y profesor de música, especializado en instrumentos de viento y en la construcción de santures.

## Primeros años
Ronald Lloyd nació en el sur de Inglaterra en el seno de una aristocrática familia británica. Su padre, Charles Lloyd, fue un militar inglés durante la ocupación británica de India. Su madre, Lady Bonne-Carter, estaba emparentada con los Windsor, la Familia Real de su país. Los primeros años de su vida los pasó en India y en Canadá, donde realizó sus estudios y mostró interés por viajar y conocer diferentes culturas.
Al concluir la Segunda Guerra Mundial y regresar sus padres a Londres, Lloyd comenzó a estudiar en la prestigiosa Guildhall School of Music and Drama, donde se graduó como profesor de oboe y corno inglés.
A la edad de 26 años Ronald Lloyd ingresó en la Orquesta Hallé de Mánchester bajo la batuta del célebre director y violonchelista Sir John Barbirolli.
Luego de 3 años ininterrumpidos de conciertos y giras interpretando un amplio repertorio de música clásica, Lloyd se mostró más interesado por la música dodecafónica y de compositores como Webern, Berg o Schönberg.

## De lo clásico a lo experimental
Deja su puesto de primer oboísta en la Orquesta Hallé y comienza a viajar por América; principalmente por México y los Estados Unidos, donde conoce al compositor e inventor de instrumentos Harry Partch, lo que le cambia la vida y su manera de entender la música.
Viaja por Turquía, Medio Oriente y Bagdad, y descubre instrumentos como el kanun y el santur, entre otros. Aprende nuevos sistemas de afinación y escalas modales. En Haifa vuelve a tocar música clásica en una orquesta y a dar clases de música buscando un acercamiento que favorezca el entendimiento entre todas las culturas mediterráneas y orientales.
Regresa a Europa a mediados de los años 60 y construye en Londres un estudio de grabación experimental con 2 magnetófonos Teac de 4 canales y un Revox, con los que graba música para el Northern Comtemporary Dance Ballet y sus primeras obras en solitario.
Coincidiendo con la era hippie, entre los años 1967 y 1970, Lloyd trabaja en música concreta y experimental con la bailarina y coreógrafa Hilde Holger, para más tarde continuar sus ideas de fusión de música y ballet con la hija de Holger: la diseñadora y también bailarina Primavera Boman.
Conoce al pintor neozelandés Glyn Collins, con quien participa en espectáculos en Nueva York y en el Festival de Música de Edimburgo, para luego grabar con la artista y pianista californiana Gina Greenhill.
A finales de los años 70, Ronald Lloyd se instala en Sitges, provincia de Barcelona, donde, en 1982, cofunda la agrupación musical Camerata de Sitges, y toma contacto con músicos residentes o vinculados a la Villa, como Gabriel Brncic y Guillermo Cazenave. Con este último graba en varios de sus discos y toca en directo en numerosos sitios durante muchos años.
En Barcelona toca con el grupo Vol Ad Libitum del músico Jordi Rossinyol y participa en espectáculos de la Fundación Miró.
Crea en Sitges el Taller Ptolomeus para construir santures, y viaja a la India en varias ocasiones; allí comienza a estudiar el oboe hindú o shanai.
En Madrid actúa en galerías de arte y en El Escorial, alternando la interpretación en vivo con sus santures, oboe, corno inglés y cintas pregrabadas con más instrumentos suyos y voces.
Deja España en el año 2001 para instalarse en el sur de Francia, en la localidad de Villeneuve d'Olmes, cercana a Montségur.
En el 2002 se edita en España su disco Parthenon, una síntesis de sus viajes musicales y de su pasión por el Mediterráneo y Oriente.
En septiembre de 2003, Lloyd regresa a su Surrey natal, donde comienza a escribir sus memorias y un libro dedicado a la Música Enarmónica, pero fallece sin concluirlos en enero del 2008.